# Clima Statelor Unite ale Americii
Clima Statelor Unite ale Americii este deosebit de variată, cu tipuri climatice ce se întind de la arctic/subarctic (Alaska) până la tropical (Hawaii, sudul Floridei), cu zone mediteraneene pe coasta Pacificului, aride/semiaride în sud-vest și temperate/continentale în centrul și estul țării. Diversitatea rezultă din întinderea latitudinală, prezența a două oceane majore (Pacific și Atlantic), influența Golfului Mexic, cât și din barierele orografice importante (Sierra Nevada, Cascades, Munții Stâncoși, Appalachii). Evaluările naționale recente arată tendințe semnificative de încălzire, schimbări în regimul precipitațiilor și creșterea frecvenței/intensității unor extreme în ultimele decenii.

## Factori determinanți
Variabilitatea climatică este controlată de latitudine, circulația atmosferică de latitudine medie, curenții oceanici (ex. Kuroshio, Gulf Stream), influența anticiclonilor subtropicali (ex. Bermuda High), de marile mase de apă (Pacific, Atlantic, Golful Mexic) și de orografie. Lanțurile montane provoacă efecte de umbră pluviometrică puternice – de pildă în estul Cascadelor – redistribuind masiv precipitațiile la scară regională. Pentru «condiții tipice» se folosesc Normalele climatice NCEI/NOAA (1991–2020).

## Clasificare climatică
Conform hărților Köppen–Geiger la rezoluție înaltă, SUA includ aproape toate clasele majore: A (tropical – Hawaii, sudul Florida Keys), B (arid/semiarid – sud-vest), C (temperat – inclusiv mediteranean pe coasta Pacificului nordică și centrală), D (umed-continental/boréal – în nord și interior) și E (polar – Alaska arctică).

## Regiuni climatice

### Coasta Pacificului
Nord-vestul Pacific (Washington, Oregon) are ierni umede și veri relativ uscate; episoadele de precipitații de iarnă sunt adesea legate de râuri atmosferice (transporturi înguste, intense, de vapori) care pot produce cantități mari de ploaie și ninsoare la contactul cu orografia. Coasta Californiei prezintă climat mediteranean (ploi de iarnă, veri secetoase).

### Vestul intermontan și Munții Stâncoși
Interiorul nord-vestic și platourile intermontane au climat continental/arid, cu ierni reci (la altitudine), veri calde și contrast pluviometric vest–est accentuat de umbra pluviometrică a Cascadelor/Sierra Nevada.

### Sud-vestul arid și monsonul nord-american
Arizona–New Mexico și porțiuni din NV/UT/CA prezintă climat arid/semiarid. Vara (iulie–septembrie), reorganizarea circulației și aportul de umezeală din Golful Californiei și Pacificul subtropical determină Monsonul nord-american, cu furtuni convective, fulgere și ploi locale intense.

### Marile Câmpii (Great Plains) și Midwest
Climat în general continental, cu veri calde/umede și ierni reci; furtuni convective severe în sezonul cald, inclusiv grindină, derecho și tornade. Din 1979, frecvențele tornadelor arată tendințe spațiale: scăderi în părți din Câmpiile Mari sudice/centrale și creșteri în Midwest/Sud-Est.

### Marile Lacuri și Nord-Est
Regiunea are patru anotimpuri, ierni cu episoade de ninsoare intensă de tip lake-effect pe țărmurile din aval (leeward) ale Marilor Lacuri și furtuni extratropicale de tip nor’easter pe coasta Atlanticului, mai ales între septembrie și aprilie.

### Sud-Est și țărmul Golfului Mexic
Climat umed-subtropical: veri foarte calde și umede, ierni blânde. Expus la cicloane tropicale din Atlantic și Golful Mexic; climatologia sezonului este sintetizată de NOAA, iar evidențele „landfall” sunt menținute de AOML/HRD (HURDAT2).

### Appalachii și Mid-Atlantic
Relieful induce contraste locale pronunțate (efecte orografice pe văi/culmi), cu ierni mai reci la altitudine, ninsori frecvente și episoade de cold-air damming.

### Alaska
Spectru climatic larg: arctic/subarctic în nord/interior și oceanic-rece în sud-est. Încălzirea accelerată arctică afectează gheața marină și permafrostul.

### Hawaii
Climat tropical moderat de alizee, cu două sezoane climatice (mai–octombrie, octombrie–aprilie). Orografia produce contraste pluviale foarte mari pe distanțe scurte.

## Fenomene caracteristice
Nor’easter (ciclon extratropical de coastă), cel mai frecvent/puternic în sezonul rece; lake-effect snow în aval de Marile Lacuri; râuri atmosferice pe coasta Pacificului în sezonul rece; monsonul nord-american cu furtuni convective în sud-vestul SUA vara.

## Variabilitate și teleconexiuni
ENSO (El Niño/La Niña) modulează distribuția sezonieră a temperaturii și precipitațiilor (ex. ierni mai calde/umede în anumite regiuni la El Niño), influențează activitatea tropicală și frecvența atmospheric rivers. Statusul și prognozele ENSO sunt publicate lunar de CPC/NOAA.

## Extreme meteorologice
Cicloane tropicale. Sezonul atlantic oficial: 1 iunie–30 noiembrie; climatologia și istoricul landfall sunt menținute de NOAA/AOML (HURDAT2).
Tornade. Media națională multianuală este relativ stabilă, dar cu tendințe regionale semnificative (creșteri în Midwest/Sud-Est, scăderi în părți din Câmpiile Mari) după 1979.
Secetă. Monitorizată prin U.S. Drought Monitor (D0–D4), actualizat săptămânal de NDMC/USDA/NOAA.
Indicele extremelor climatice (CEI). NCEI calculează U.S. Climate Extremes Index pentru temperatură, precipitații și secetă la scara SUA contigue (CONUS).

## Tendințe recente și schimbări climatice
Evaluări federale recente (NCA5) indică o creștere a temperaturilor în SUA continentale din anii 1970 încoace, cu încălzire accelerată în Alaska; multe regiuni estice au înregistrat creșteri ale precipitațiilor și o intensificare a evenimentelor de ploi abundente, în timp ce părți din sud-vest prezintă aridizare/megasecete recurente. De-a lungul coastelor, nivelul mării a crescut peste media globală în ultimii ~30 de ani, mai ales pe Coasta Golfului și Mid-Atlantic. Seria EPA – Climate Indicators pentru SUA arată o tendință de încălzire pe termen lung (1901–prezent), accentuată după sfârșitul anilor 1970. În Arctica, rapoartele NOAA consemnează încălzire accelerată, pierderi de gheață marină și schimbări conexe cu impact direct asupra Alaska.

## Date și produse climatologice
Pentru analize locale/regionale se folosesc Normalele climatice (1991–2020) NCEI; Climate Data Online (CDO) oferă acces la arhive istorice (zilnic, lunar, sezonier), iar seturile PRISM furnizează hărți climatologice la rezoluție înaltă, utilizate pe scară largă în aplicații regionale.

## Determinanți
Principalii factori care modelează clima sunt latitudinea, circulația atmosferică de latitudine medie, apropierea de oceane și barierele orografice (Coastele Pacificului și Atlanticului, Munții Stâncoși, Sierra Nevada, Cascades). Lanțurile muntoase generează efecte de umbră pluviometrică puternice (de exemplu, estul Cascadelor), redistribuind masiv precipitațiile la scară regională. Pentru „condițiile tipice” se folosesc Normalele climatice SUA (1991–2020), publicate de NCEI/NOAA.

## Clasificare climatică
Conform clasificării Köppen–Geiger, în SUA apar numeroase tipuri climatice (de la tundră și subarctic în Alaska, mediteranean pe părți ale coastei Californiei, stepă și deșert în interiorul sud-vestic, la umed-continental și umed-subtropical în est). Harta globală actualizată a lui Peel, Finlayson & McMahon (2007) este referința folosită pe scară largă în literatură.

## Regiuni climatice (succint)
Nord-Est și Marile Lacuri – climat temperat cu patru anotimpuri, ierni reci și veri calde; frecvente furtuni extratropicale de tip nor’easter și episoade de „lake-effect snow” în zonele din aval de Marile Lacuri.
Sud-Est și Golful Mexic – climat în general umed-subtropical, veri foarte calde și umede, ierni blânde; expus la cicloane tropicale din Atlantic și Golful Mexic (sezon mediu: ~14 furtuni denumite, 7 uragane, 3 majore în perioada 1991–2020).
Midwest și Câmpiile Mari – climat continental cu amplitudini mari ale temperaturii; convective severe în sezonul cald. Analizele arată schimbări spațiale în frecvența tornadelor (scăderi în sudul/stâncosul central, creșteri în Midwest și Sud-Est) începând cu anii 1979.
Sud-Vest (Interior și Coastă) – climat arid și semiarid; vara, Monsonul nord-american aduce o creștere sezonieră a umezelii și a ploilor convective în Arizona–New Mexico, cu extinderi variabile spre NV/CA.
Coasta Pacificului și Intermountain West – ierni umede și veri uscate pe coasta Pacificului de nord (influență mediteraneană), cu rol major al râurilor atmosferice în aportul pluviometric de iarnă; interiorul intermontan are climat continental/arid, cu zăpadă de iarnă dependentă de altitudine.
Alaska – spectru de la arctic și subarctic în nord/interior la maritim rece în sud-est; factorii cheie sunt latitudinea înaltă, variația mare de altitudine și influența gheții marine sezoniere.
Hawaii – climat tropical moderat de alizee, cu contraste pluviale pronunțate pe distanțe scurte din cauza orografiei și a inversiunii alizeelor; două sezoane climatice principale: „vară” (mai–octombrie) și „iarnă” (octombrie–aprilie).

## Fenomene caracteristice
Nor’easter – ciclon extratropical de pe coasta Atlanticului de Nord-Vest, cel mai frecvent și mai puternic între septembrie și aprilie.
Lake-effect snow – ninsoare îngustă, intensă, indusă de trecerea aerului rece peste apele relativ calde ale Marilor Lacuri; depunerile maxime apar pe țărmurile din aval (leeward).
Râuri atmosferice – benzi înguste de transport masiv de vapori care, la contactul cu orografia Coastei Pacificului, produc episoade de ploi abundente și vânt în sezonul rece.
Monsonul nord-american – creștere sezonieră a precipitațiilor în sud-vestul SUA vara, datorată reorganizării circulației și aportului de umezeală din Golful Californiei și Pacificul subtropical.

## Variabilitate climatică și teleconexiuni
Fazele ENSO (El Niño/La Niña) influențează distribuția sezonieră a temperaturii și a precipitațiilor în mai multe regiuni ale SUA (de exemplu, ierni mai calde/umede în Nord-Vest în El Niño, respectiv modele opuse în La Niña), precum și activitatea cicloanelor tropicale și a atmospheric rivers.

## Extreme meteorologice
Cicloane tropicale – Atlanticul și Golful Mexic produc anual furtuni denumite și uragane care pot afecta masiv sud-estul; climatologia sezonului mediu este sintetizată de NOAA, iar evidențele așezărilor pe uscat (landfall) sunt menținute de AOML/HURDAT2.
Tornade – mediile anuale naționale rămân relativ stabile pe termen lung, dar s-au observat schimbări spațiale ale frecvenței (creșteri în Midwest/Sud-Est, scăderi în porțiuni din Câmpiile Mari), pe baza seriilor 1979–prezent.
Secetă – monitorizată prin U.S. Drought Monitor, care clasifică intensitatea de la D0 (anormal de uscat) la D4 (secetă excepțională).
NOAA publică, de asemenea, U.S. Climate Extremes Index pentru a cuantifica variabilitatea extremelor în temperatură, precipitații și secetă la scara SUA contigue.

## Tendințe recente și schimbări climatice
NCA5 raportează că temperaturile în SUA contigue au crescut cu aproximativ 2,5 °F din 1970, iar în Alaska cu 4,2 °F; schimbările sunt sezoniere și regionale, cu ierni care se încălzesc aproape de două ori mai rapid decât verile în multe zone nordice. În aceeași perioadă, multe regiuni estice au înregistrat creșteri ale precipitațiilor și o intensificare a evenimentelor de ploi abundente, în timp ce părți din Sud-Vest s-au uscat. Nivelul mării a crescut în medie mai rapid de-a lungul coastelor SUA decât media globală în ultimele trei decenii, cu cele mai mari rate pe Coasta Golfului și Mid-Atlantic.
Seriile de temperatură ale EPA pentru SUA contigue (1901–prezent) indică o tendință pe termen lung de încălzire, accelerată după sfârșitul anilor 1970. În Arctica, Arctic Report Card 2023 documentează încălzire accelerată, pierderi de gheață marină și schimbări conexe ale mediului, cu consecințe directe pentru Alaska.

## Date climatologice de referință
Pentru comparații locale și regionale se utilizează Normalele climatice 1991–2020 (temperatură, precipitații etc.), la nivel de stații și grile, publicate de NCEI/NOAA; PRISM/Oregon State oferă hărți climatologice derivate la rezoluție înaltă, folosite pe scară largă în analiză climatică regională.